# جبل الجرين
جبل الجرين عبارة عن جبل بركاني خامد يقع في السعودية، ويقع تحديداً في حرة الشاقة الواقعة بين منطقتي المدينة المنورة وتبوك. يبلغ ارتفاع الجبل نحو 1319 م.